# Union sportive Sarre-Union
Maillots
L'Union Sportive Sarre-Union est un club de football français basé à Sarre-Union. 
Ce club, fondé en 1924, a longtemps évolué dans les championnats régionaux. Il évolue depuis la saison 2016-2017 en National 3 (5e niveau).

## Historique

### Débuts du club (1923-1945)
Les origines du club remontent à 1923, où des jeunes de Sarre-Union se retrouvent pour jouer au football.
Le club est fondé à Sarre-Union en 1924. Le premier président fut Charles Spiess père, accompagné notamment de M. Reeb, directeur de l'usine de chapeaux de paille de la ville. L'intérêt porté à ce club se ressent sportivement, et en 1930-1931, les Sarre-unionais évoluent en Promotion, classe C du groupe Nord dont ils terminent à la sixième place. Dans ce groupe, on retrouve les clubs de Steinbourg ou Auenheim par exemple.

### Participation aux championnats de district (1945-1993)
Après la guerre, l'USSU évolue à maintes reprises en Troisième Division Départementale, en Deuxième Division Départementale, à l'exception de la saison 1949-1950, où le club évolue en Première Division Départementale, dont il est exclu dès la première année, relégué avec Les Cheminots de Strasbourg. En 1952, après avoir réalisé une excellente saison en Deuxième Division Départementale qui lui ouvre les portes de la Première Division Départementale, le club remporte la Coupe d'Alsace Bossue. Néanmoins, trois ans plus tard, après deux relégations successives, le club retrouve la Troisième Division Départementale.
Ainsi, jusqu'en 1959, le club collectionne les deuxièmes places dans sa poule de Troisième Division Départementale, derrière Mackwiller en 1956-1957, derrière Herbitzheim en 1957-1958, et derrière Ingwiller en 1958-1959. Cette même année 1959 voit le club remporter pour la deuxième fois de la décennie la Coupe d'Alsace Bossue, trophée très important aux yeux des supporters. En 1960, le club d'Alsace Bossue termine champion de sa poule, avec 12 points d'avance sur le club de Drulingen. Pour son retour en Deuxième Division Départementale, l'US Sarre-Union réalise une bonne saison, et à l'instar de ses résultats antérieurs en Troisième Division Départementale, termine deuxième une première fois, derrière Ingwiller. Les saisons suivantes, l'USSU termine troisième, puis cinquième.
| \| Sarre-Union Hœrdt Seltz Rountzenheim Wissembourg \| Quelques adversaires de l'USSU en Première Division Départementale |
| Sarre-Union Hœrdt Seltz Rountzenheim Wissembourg                                                                          |

Sarre-Union parvient à se maintenir en Deuxième Division Départementale jusqu'en 1967, où, à la suite d'une rencontre épique gagnée face à Tieffenbach par trois buts à deux, et un duel à distance contre Mertzwiller, l'USSU réintègre la Première Division Départementale. De plus, la même année, le club remporte pour la troisième fois la Coupe d'Alsace Bossue. Néanmoins, le maintien est difficile et au bout de trois ans, le club est à nouveau relégué en Deuxième Division Départementale.
Pour s'assurer un nouveau départ sur des bases saines et solide, l'US Sarre-Union décide de miser sur la formation et d'attirer des jeunes des villages proches comme Harskirchen ou Sarrewerden, ce qui porte ses fruits rapidement, dans la mesure où l'équipe-jeune devient Champion d'Alsace en Junior-B en 1972. Il faudra cependant attendre 1978 pour voir l'USSU réapparaître en Première Division Départementale. Pour la saison 1978-1979, alors que le Racing Club de Strasbourg devient champion de France, Sarre-Union manque le titre de champion du Bas-Rhin de peu, devancé légèrement par Nordhouse.
Après deux bonnes saisons où l'Union Sportive rêve de Promotion, la saison 1980-1981 est plus difficile, et à l'issue de celle-ci, Sarre-Union est relégué en Deuxième Division Départementale. Les années 1980 sont marquées par un marasme permanent au niveau sportif, qui se concrétise en 1988, où, malgré l'arrivée à la présidence de Guy Irion, et les résultats satisfaisants des équipes de jeunes, l'USSU est relégué en Troisième Division Départementale. Après avoir réussi la remontée immédiate en 1989, l'USSU repart sur des bases solides. En 1993, année marquée par l'arrivée de Roudy Keller comme directeur sportif, Sarre-Union remonte en Première Division Départementale, et participe à la finale de la Coupe d'Alsace Bossue, perdue contre Harskirchen.

### Progression jusqu'à l'élite régionale (1993-2003)
L'arrivée de Roudy Keller comme directeur sportif du club va « coïncider avec une inévitable progression dans la hiérarchie départementale ». Dès 1994, les poussins remportent la Coupe d'Alsace Bossue, et en 1995, le club monte en Promotion pour la première fois de son histoire, avec un bilan plus que positif: vingt-et-une victoires consécutives, et un seul match non gagné, contre Butten, lors de la dernière journée.
Dès l'année suivante, et notamment grâce à une victoire contre Saverne par trois buts à zéro, le club bas-rhinois parvient à accéder à la Promotion d'Excellence de la Ligue d'Alsace de football. À la même période, les équipes de jeunes progressent rapidement et les U15 deviennent champions d'Alsace.
En 1998, le club, sous la présidence de Marc Séné, le club remporte son championnat de Promotion d'Excellence et accède au championnat d'Excellence de la Ligue d'Alsace de football. La saison 1999-2000 est d'abord difficile, et la presse régionale annonce rapidement que Gambsheim file vers la Division d'Honneur. Cependant, grâce à des résultats excellents couplés avec une réussite de Holtzheim, Sarre-Union réussit à monter en Division d'Honneur, pour la première fois de son histoire.
En 2002-2003, l'US Sarre-Union se classe deuxième de la Division d'honneur Alsace et obtient le droit de monter en championnat national.

### Découverte des championnats nationaux (depuis 2003)
À l'issue de la saison 2002-2003 l'USSU est promu en CFA 2 pour la première fois, le club évolue désormais au niveau national. Cependant le club n'arrive pas à se maintenir et termine treizième. Durant les cinq saisons suivantes, le club évolue en Division d'honneur. Le club termine en tête du championnat de Division d'Honneur lui permettant de retrouver le CFA 2.
En 2011, le club termine 3e de CFA 2 obtenant ainsi sa promotion historique en CFA, soit la quatrième division. L'USSU parvient à s'y maintenir durant cinq saisons avant de retomber en CFA 2 (désormais National 3) à l'issue de la saison 2015-2016.

## Palmarès et résultats sportifs

### Titres et trophées
Le palmarès de l'US Sarre-Union est très rempli au niveau des championnats de district remportés: entre 1953 et 1995, le club a remporté deux championnats de Troisième Division Départementale, cinq championnats de Deuxième Division Départementale, et un championnat de Première Division Départementale.
Sarre-Union est également le club le plus titré en Coupe d'Alsace Bossue: avec sept titres, il est à égalité avec son rival de toujours, l'US Reipertswiller. À ces sept titres, il faut rajouter les quatre titres obtenus par l'équipe réserve en 2004, 2005, 2007, et 2009. Malgré ces résultats flatteurs en Coupe d'Alsace Bossue, le club n'a jamais remporté la Coupe d'Alsace de football.
En 2011, le club termine troisième de CFA 2, mais la défection des deux équipes réserves le précédant lui ouvre les portes du Championnat de France amateur de football.
| Compétitions nationales | Compétitions régionales | Compétitions locales |
| --- | --- | --- |
| - CFA (4e niveau national) - Cinq saisons de 2011 à 2016. - CFA 2/N3 (5e niveau national) - Troisième du groupe C en 2011. - Troisième de N3 : Saison 2018/2019 | - Division d'honneur Alsace (1er niveau régional) - Champion en 2009. - Deuxième en 2003. - Excellence (2e niveau régional) - Champion en 2000. - Promotion d'excellence (3e niveau régional) - Champion en 1999. - Promotion (4e niveau régional) - Champion en 1996. | - Division 1 Départementale (1er niveau de district) - Champion en 1995. - Division 2 Départementale (2e niveau de district) - Champion en 1953, 1956, 1967, 1978 et 1993. - Division 3 Départementale (3e niveau de district) - Champion en 1960 et 1989. - Coupe d'Alsace Bossue (7) - Vainqueur en 1952, 1959, 1963, 1967, 1968, 1999 et 2000. - Finaliste en 1987 et 1993. |

### Épopées en Coupe de France
L'Union Sportive Sarre-Union n'est pas ce que l'on appelle « une équipe de coupe », ses parcours se limitent souvent au septième tour, que le club atteint pour la première fois en 2002-2003, où le club accueille à domicile le Stade de Reims, qui évoluait alors en Ligue 2. Le 23 novembre 2002, devant trois mille personnes, l'US Sarre-Union ne parvient pas à s'imposer face à ce club qui finira relégué en Championnat de France de football National à la fin de la saison. Le Stade de Reims est pour sa part éliminé en trente-deuxième de finale, par le FC Nantes Atlantique.
En 2008-2009, l'USSU atteint le sixième tour de la Coupe de France de football, où elle accueille les SR Colmar, alors en tête du groupe B du Championnat de France amateur de football. Le match fut perdu aux tirs-au-but.
L'US Sarre-Union atteint à nouveau le septième tour de la Coupe de France de football en 2010-2011, où il croise le FC Mulhouse. À la fin du temps réglementaire, le score est nul: chaque équipe a inscrit un but. Comme en 2009 face à Colmar, le club bas-rhinois s'effondre finalement aux tirs au but, et c'est Mulhouse qui se qualifie pour le huitième tour.

#### Parcours en 2015-2016
| Tour          | Adversaire      | Div.            | Score |
| ------------- | --------------- | --------------- | ----- |
| 7e tour       | RS Magny        | DH Moselle (D6) | 1-0   |
| 8e tour       | FCE Schirrhein  | (D7)            | 6-1   |
| 32e de finale | FC Villefranche | CFA (D4)        | 2-1   |
| 16e de finale | Niort FC        | Ligue 2         | 1-0   |
| 8e de finale  | FC Lorient      | Ligue 1         | 0-4   |

Sarre-Union entre dans la compétition lors du 4e tour de la Coupe de France. Son premier adversaire est le club de Geispolsheim que Sarre-Union bat sur le score de 2-1. Au tour suivant (5e) l'USSU bat l'AS Menora Strasbourg sur le score de 5 à 2. Lors du dernier tour régional, le club affronte le club de la ville d'Erstein qu'il élimine par 4 but à 0.
Au 7e tour, Sarre-Union affronte le club mosellan pensionnaire de division d'honneur. Le match se termine sur le score de 1-0 en faveur des alsaciens.
C'est la première fois dans l'histoire du club, qu'il dépasse le stade du 7e tour.
Au 8e tour, il retrouve un club alsacien, en effet, il se retrouve opposé au FCE Schirrhein. En 32e de finale, le club se déplace à Villefranche-sur-Saône, pour y affronter un club qu'il connait puisque les deux clubs évoluent dans le même groupe de CFA. En championnat, lors du match aller, Villefranche s'était imposé 1-0. En Coupe de France c'est Sarre-Union qui remporte la victoire par 2 buts à 1.
En 16e de finale, il se retrouve opposé à un club professionnel pensionnaire de Ligue 2. Sarre-Union réalise l'exploit en battant les Chamois Niortais grâce à un but de Vianney Schermann à la 90e minute de jeu. Cette victoire permet au club de percevoir un chèque de 60 000€ de la fédération, le club totalise 142 000€ grâce à la Coupe (sans la billetterie), soit presque un tiers de leur budget annuel de 450 000€.

### Championnats disputés
Le tableau suivant indique le championnat disputé par le club au cours des saisons.
| Rang I              | Rang II             | Rang III             | Rang IV         | Rang V            | Rang VI    | Rang VII   | Rang VIII     | Rang IX         | Rang X          | Rang XI         | Rang XII        |
| DH Alsace           | P. Honneur          | Division 1           | Division 2      | Division 3        | Division 4 |            |               |                 |                 |                 |                 |
| ------------------- | ------------------- | -------------------- | --------------- | ----------------- | ---------- | ---------- | ------------- | --------------- | --------------- | --------------- | --------------- |
|                     |                     |                      |                 | 1947-1948         |            |            |               |                 |                 |                 |                 |
| CFA                 | DH Alsace           | P. Honneur           | Division 1      | Division 2        | Division 3 | Division 4 |               |                 |                 |                 |                 |
|                     |                     |                      | 1949-1950       |                   |            |            |               |                 |                 |                 |                 |
|                     |                     |                      |                 | 1951-1953         |            |            |               |                 |                 |                 |                 |
|                     |                     |                      | 1953-1954       |                   |            |            |               |                 |                 |                 |                 |
|                     |                     |                      |                 | 1954-1956         |            |            |               |                 |                 |                 |                 |
|                     |                     |                      |                 |                   | 1956-1960  |            |               |                 |                 |                 |                 |
|                     |                     |                      |                 | 1960-1967         |            |            |               |                 |                 |                 |                 |
|                     |                     |                      | 1967-1970       |                   |            |            |               |                 |                 |                 |                 |
|                     |                     |                      |                 | 1970-1972         |            |            |               |                 |                 |                 |                 |
| Division 1          | Division 2          | Division 3           | DH Alsace       | P. Honneur        | Division 1 | Division 2 | Division 3    | Division 4      |                 |                 |                 |
|                     |                     |                      |                 |                   |            | 1972-1978  |               |                 |                 |                 |                 |
| Division 1          | Division 2          | Division 3           | Division 4      | DH Alsace         | P. Honneur | Division 1 | Division 2    | Division 3      | Division 4      |                 |                 |
|                     |                     |                      |                 |                   |            | 1978-1981  |               |                 |                 |                 |                 |
|                     |                     |                      |                 |                   |            |            | 1981-1985     |                 |                 |                 |                 |
| Division 1          | Division 2          | Division 3           | Division 4      | DH Alsace         | P. Honneur | Promotion  | Division 1    | Division 2      | Division 3      |                 |                 |
|                     |                     |                      |                 |                   |            |            |               | 1985-1988       |                 |                 |                 |
|                     |                     |                      |                 |                   |            |            |               |                 | 1988-1989       |                 |                 |
|                     |                     |                      |                 |                   |            |            |               | 1989-1993       |                 |                 |                 |
| Division 1/ Ligue 1 | Division 2/ Ligue 2 | National 1/ National | National 2/ CFA | National 3/ CFA 2 | DH Alsace  | P. Honneur | Promotion     | Division 1      | Division 2      | Division 3      |                 |
|                     |                     |                      |                 |                   |            |            |               | 1993-1995       |                 |                 |                 |
|                     |                     |                      |                 |                   |            |            | 1995-1996     |                 |                 |                 |                 |
| Division 1/ Ligue 1 | Division 2/ Ligue 2 | National 1/ National | National 2/ CFA | National 3/ CFA 2 | DH Alsace  | Excellence | P. Excellence | Promotion       | Division 1      | Division 2      | Division 3      |
|                     |                     |                      |                 |                   |            |            | 1996-1999     |                 |                 |                 |                 |
|                     |                     |                      |                 |                   |            | 1999-2000  |               |                 |                 |                 |                 |
|                     |                     |                      |                 |                   | 2000-2003  |            |               |                 |                 |                 |                 |
|                     |                     |                      |                 | 2003-2004         |            |            |               |                 |                 |                 |                 |
|                     |                     |                      |                 |                   | 2004-2009  |            |               |                 |                 |                 |                 |
|                     |                     |                      |                 | 2009-2011         |            |            |               |                 |                 |                 |                 |
|                     |                     |                      | 2011-2016       |                   |            |            |               |                 |                 |                 |                 |
| Ligue 1             | Ligue 2             | National             | National 2      | National 3        | Régional 1 | Régional 2 | Régional 3    | Départemental 1 | Départemental 2 | Départemental 3 | Départemental 4 |
|                     |                     |                      |                 | 2016-             |            |            |               |                 |                 |                 |                 |

- Championnat national professionnel
- Championnat national professionnel et amateur
- Championnat national amateur
- Championnat régional amateur
- Championnat départemental amateur

## Personnalités du club

### Présidents
Le premier président de l'US Sarre-Union est Charles Spiess, de 1924 à 1932, entouré de nombreux grands noms de Sarre-Union, comme le fabricant de chapeaux de paille Reeb, et le docteur Bach.
| Rang | Nom               | Période   |
| ---- | ----------------- | --------- |
| 1    | Charles Spiess    | 1924-1932 |
| 2    | Edouard Dommel    | 1932-1935 |
| 3    | M. Gachot         | 1935-1938 |
| 4    | Georges Irrmann   | 1938-1947 |
| 5    | Alphonse Koessler | 1947-1950 |
| 6    | Albert Pacquin    | 1950      |
| 7    | Alfred Irion      | 1951      |
| 8    | Albert Schoepfer  | 1951-1963 |

| Rang | Nom                 | Période   |
| ---- | ------------------- | --------- |
| 9    | Alfred Hochstrasser | 1963-1970 |
| 10   | Edmond Stutzmann    | 1970-1974 |
| 11   | Jean Pierre Clauss  | 1974-1987 |
| 12   | Guy Irion           | 1987-1998 |
| 13   | Marc Séné           | 1998-2000 |
| 14   | Roudy Keller        | 2000-2011 |
| 15   | Laurent Weinstein   | 2011-2017 |
| 16   | Philippe Wilhelm    | 2017-2018 |

| Rang | Nom       | Période        |
| ---- | --------- | -------------- |
| 17   | Guy Irion | 2019- en cours |
| 18   |           |                |

### Entraineurs
| Rang | Nom                | Période   |
| ---- | ------------------ | --------- |
| 1    | Olivier Froemer    | 2009-2013 |
| 2    | Bruno Paterno      | 2013-2015 |
| 3    | Eric Becker        | 2015-2016 |
| 4    | Fabrice Oumedjkane | 2016      |
| 5    | Fabrice Oumedjkane | 2016-2017 |
| 6    | Farid Touileb      | 2017-2018 |
| 7    | Stéphane Léoni     | 2018-2020 |
| 8    | Sébastien Meyer    | 2020-2023 |
| 9    | Arnaud Bey         | 2023-     |

### Joueurs emblématiques
En 1924, parmi les premiers licenciés, on trouve Alphonse Koessler, ancien maire de Sarre-Union, et Ernest Firnbach, l'un des seuls restaurateurs de la ville.
L'équipe de 1960, championne de Troisième Division Départementale, comptait notamment dans ses rangs Ernwein, Heller, Clauss, et Kany.
En 1995, lors de sa montée en Promotion, l'USSU recrute des joueurs expérimentés, comme Patrick Ernwein, Eric Klein, Raphaël Machet, Jean-Philippe Jacob. En 2006, ces deux joueurs emblématiques quittent le club.
L'un des joueurs les plus capés est Jean Pierre Irion, qui resta 25 ans au sein de l'équipe première et joua jusqu'au niveau Promotion d'honneur.
L'USSU a pu compter dans ses rangs de grands buteurs comme Sébastien Hoffmann, Said Idazza, Christian Garofalo, Patrick Ernwein. Le capitaine actuel, Philippe Klein, est au club depuis 2003.
Certains ex-professionnels sont passés par Sarre-Union : Alain Wantz, qui a joué quatre matchs professionnels au FC Metz, Yann Schneider, qui a joué quatre matchs professionnels au RC Strasbourg entre 2006 et 2009, date à laquelle il arrive au club, où il joue encore en tant que défenseur,, et le gardien Johan Lapeyre, qui a joué deux matches en Ligue 1 avec l'AS Nancy-Lorraine en 2006-2007, trente matches en Championnat de France de football National avec L'Entente SSG en 2008-2009. Après être passé par l'USSU en 2009-2010, il joue actuellement à l'AS Valence.
En 2019, avec l'arrivée du gardien Anthony Mfa Mezui, l'USSU compte pour la première fois de son histoire un joueur international dans son effectif,.

## Structures et identité du club

### Équipe réserve
L'équipe B de l'US Sarre-Union évolue pour la saison 2011-2012 en Division Excellence de la Ligue d'Alsace de football (LAFA). L'équipe C, quant à elle, évolue en Promotion d'Excellence de la Ligue d'Alsace de football.
L'équipe réserve totalise quatre titres en Coupe d'Alsace Bossue, lesquels sont obtenus en 2004, 2005, 2007, et 2009.
Durant la saison 2023-2024, l'équipe B évolue en Régional 3.

### Aspects juridiques et économiques
Pour la saison 2011-2012, l'US Sarre-Union a le plus petit budget du Championnat de France amateur de football. En effet, le club affiche un budget de 300 000 € seulement.

### Rivalités
La confrontation entre FCSR Haguenau et US Sarre-Union est désignée par la presse sous le nom de derby de la Sarre.
Néanmoins, le véritable derby du nord de l'Alsace se fait contre l'US Reipertswiller. De plus, parfois, les derbies sont à enjeux, comme en 2007 où l'objectif était le maintien de la deuxième place. Pour Mohamed Ouadah, entraineur de l'USSU en 2008, « c'est le match de l'année ». On retiendra surtout le match pour la montée en CFA 2 d'avril 2009: victoire de Sarre-Union à domicile 5-0 devant 1350 spectateurs face à Reipertswiller qui ne s'en est jamais remis et qui perdra 9-2 la semaine d'après à Colmar II.
| Club                                                                                   | Coupe de France                          | Coupe d'Alsace | Coupe d'Alsace Bossue | DH Alsace | CFA 2 / National 3              | CFA / National 2                 |
| -------------------------------------------------------------------------------------- | ---------------------------------------- | -------------- | --------------------- | --------- | ------------------------------- | -------------------------------- |
| US Sarre-Union                                                                         | Meilleure performance : 8e de finale (2) | 0              | 7 (4)                 | 1         | 6 saisons (meilleure place: 3e) | 5 saisons (meilleure place : 6e) |
| US Reipertswiller                                                                      | Meilleure performance 32e de finale (2)  | 0              | 7 (1)                 | 2         | 5 saisons (meilleure place: 4e) | 0                                |
| Les chiffres entre parenthèses montrent les coupes remportées par les équipes-réserves |                                          |                |                       |           |                                 |                                  |

Sur ce tableau, on remarque que les palmarès des deux clubs sont assez semblable, notamment en Coupe de l'Alsace Bossue, où les deux clubs ont chacun remporté sept éditions, et se sont même croisés en finale. Néanmoins, l'US Reipertswiller n'a jamais joué au niveau CFA atteint en 2011 par Sarre-Union.